# Los Cuartos, San Luis Potosí
Los Cuartos är en ort i Mexiko.   Den ligger i kommunen Santa María del Río och delstaten San Luis Potosí, i den centrala delen av landet, 300 km nordväst om huvudstaden Mexico City. Los Cuartos ligger 1 799 meter över havet och antalet invånare är 106.
Terrängen runt Los Cuartos är platt åt sydost, men åt nordväst är den kuperad. Runt Los Cuartos är det ganska glesbefolkat, med 22 invånare per kvadratkilometer. Närmaste större samhälle är Santa María del Río, 14,8 km norr om Los Cuartos. Omgivningarna runt Los Cuartos är i huvudsak ett öppet busklandskap.